# 三塔站
三塔站位于安徽省阜阳市太和县三塔镇，是京九铁路的一座火车站，等级为四等站，距北京西站818公里，距常平站1497公里，本站及相邻上下行区间均为电气化区段。车站建于1989年，只办理货运，不办理客运业务。